# Quadricalcarifera eusebia
Quadricalcarifera eusebia är en fjärilsart som beskrevs av Sergius G. Kiriakoff 1974. Quadricalcarifera eusebia ingår i släktet Quadricalcarifera och familjen tandspinnare. Inga underarter finns listade.